# Церква святого Миколая (Михалків)
Церква святого Миколая в Михалкові — парафія і храм греко-католицької громади Мельнице-Подільського деканату Бучацької єпархії Української греко-католицької церкви в селі Михалків Чортківського району Тернопільської области.
Оголошена пам'яткою архітектури місцевого значення (охоронний номер 425).

## Історія церкви
Церква, збудована у 1772 році, була розмальована у 1880 році художником Андрієм Ковальським за служіння о. Леонтія Лушпіміського та пожертви парафіян.
Релігійна громада була греко-католицькою до 1946 року. З середини 1946 до 1964 року парафія і храм належали до РПЦ.
З 1964 по 1989 рік церква була закрита державною владою. У цей час вірянами духовно опікувалися православні священники з сусідніх сіл.
У 1989 році храм відкрили у підпорядкуванні РПЦ. Його ремонт здійснювали власними силами жителі села. У 1991 році парафія повернулася в лоно УГКЦ.
Парафія володіє церквою, дзвіницею та капличкою.

## Парохи
- о. Леонтія Лушпіміський,
- о. Григорович,
- о. Іван Устиянович,
- о. Дмитро Паляниця,
- о. Роман Тичинський,
- о. Гордійчук,
- о. Гунчак,
- о. Остап Гаврилів (РПЦ),
- о. Василь Ковальчук,
- о. Олег Шумелда,
- о. Василь Стасів,
- о. Валерій Канд'юк,
- о. Ярослав Манчуленко,
- о. Андрій Сенишин (з 3 лютого 2007).